# 扎西才旺多杰
扎西才旺多杰（1920年—1969年）藏族，青海省囊谦县人，第二十五代囊谦王、第八代囊谦千户。

## 生平
扎西才旺多杰是第二十五代囊谦王、第八代囊谦千户。1945年，囊谦县成立囊谦县参议会，扎西才旺多杰出任会长，后来任青海省政府参议。
1949年，扎西才旺多杰率囊谦县、称多县、玉树县头人、民众代表237人，护送战马赴西宁交给马步芳。途经共和县境内时，他们得知中国人民解放军占领西宁。扎西才旺多杰和众人协商后，决定将千匹战马献给中国人民解放军。他们抵达西宁之后，受到西宁市军管会民族处秦志伟的接待。1949年9月16日，一军政委廖汉生、军长贺炳炎代表青海省党政军领导设宴招待扎西才旺多杰一行。当时献马的有囊谦县东坝百户土登公保、香达百户乌吉尼玛、帮沙百户扎安，以及称多县和玉树县的百户久美、昂旺、蔡作祯等人。
1950年11月25日，中共玉树地方委员会派访问团赴囊谦县工作，团长李伦振先后两次率团员分别访问了囊谦千户扎西才旺多杰和各个百户。扎西才旺多杰响应中国共产党的号召，积极配合访问团的工作，率先表态同意平稳过渡成立新政权。1951年2月26日，囊谦县各族各界人士第一次会议召开，扎西才旺多杰获推选为主席团成员，后当选为囊谦县各族各界代表常务委员会常委。自此，扎西才旺多杰开始在新政权中担任许多领导职务。1951年12月，他当选为玉树藏族自治区人民政府主席。1953年12月，当选为第一届玉树藏族自治区主席。1955年6月，玉树藏族自治区改为玉树藏族自治州，他改称玉树藏族自治州州长。1953年至1966年10月，他5次连任州长。在这13年里，扎西才旺多杰从囊谦王变成了人民公仆，失去了封建特权。
1959年初发生的所谓1959年藏区骚乱，扎西才旺多杰说服群众不要叛逃，要相信中国共产党，以稳定当地局势。1958年，他被平叛部队在囊谦卡家中错误逮捕，后被释放。1960年12月，他再度当选为玉树藏族自治州州长。
1965年10月9日召开的玉树藏族自治州四届一次人民代表大会上，扎西才旺多杰未被提名参加选举。1966年10月25日召开的玉树藏族自治州四届二次人民代表大会，罢免了扎西才旺多杰的青海省人民代表大会代表、玉树藏族自治州人民委员会委员的资格。随后，扎西才旺多杰失去了人身自由，在文化大革命中挨打、挨批直至1969年初。
1969年春季，由于长期受到批斗，身心遭到严重摧残，扎西才旺多杰逝世。
在扎西才旺多杰逝世26年之后，中国共产党和人民政府为扎西才旺多杰平反。

## 家庭
- 父：旺泽·才旺拉加
- 姐：降央伯姆
- 子：阿庆